# Maria Svart

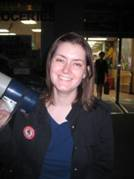
Maria Svart

Maria L. Svart (* in Portland, Oregon) ist eine amerikanische Aktivistin und ehemalige Parteivorsitzende (National Director) der Democratic Socialists of America (DSA). Sie trat die Nachfolge von Frank Llewellyn an, der Anfang des Jahres 2011 angekündigt hatte, nach zehn Jahren zurückzutreten. Im Januar 2024 trat sie vom Vorsitz zurück.

## Leben
Svart wuchs in den 1980er Jahren ihrer Geburtsstadt Portland, Oregon, auf und besuchte dort die Lincoln High School. Anschließend studierte sie an der University of Chicago, wo sie Mitglied der Universitätsgruppe der Young Democratic Socialists (YDS) wurde. Sie diente als Koordinatorin für feministische Themen im YDS-Koordinationskomitee und später als Mitvorsitzende. Ihr Aktivismus auf dem Campus, durch die YDS und andere Studentenorganisationen, konzentrierte sich auf feministische, Umwelt-, Immigrantenrechte, Antikriegs- und Arbeitersolidaritätsarbeit. Nach dem College wurde Svart Campus-Organisatorin bei der Massachusetts Public Interest Research Group, während sie gleichzeitig nachfolgenden YDS-Organisatoren und -Leitern half, die Generationskluft zwischen Young Democratic Socialists und DSA zu überbrücken. Danach arbeitete Svart sieben Jahre lang bei der Service Employees International Union, beim Committee of Interns & Residents (CIR) und der SEIU Healthcare. Beim CIR organisierte sie niedergelassene Ärzte, die sich für Medicaid und die Finanzierung von Krankenhäusern aussprachen.
Svart lebt im New Yorker Stadtteil Brooklyn.